# Wieringermeer
Wieringermeer – miasto w Holandii, w prowincji Holandia Północna. W 2007 r. miasto to na powierzchni 307,76 km² zamieszkiwało 12 676 osób.